# Tumultos em Ferguson em 2014

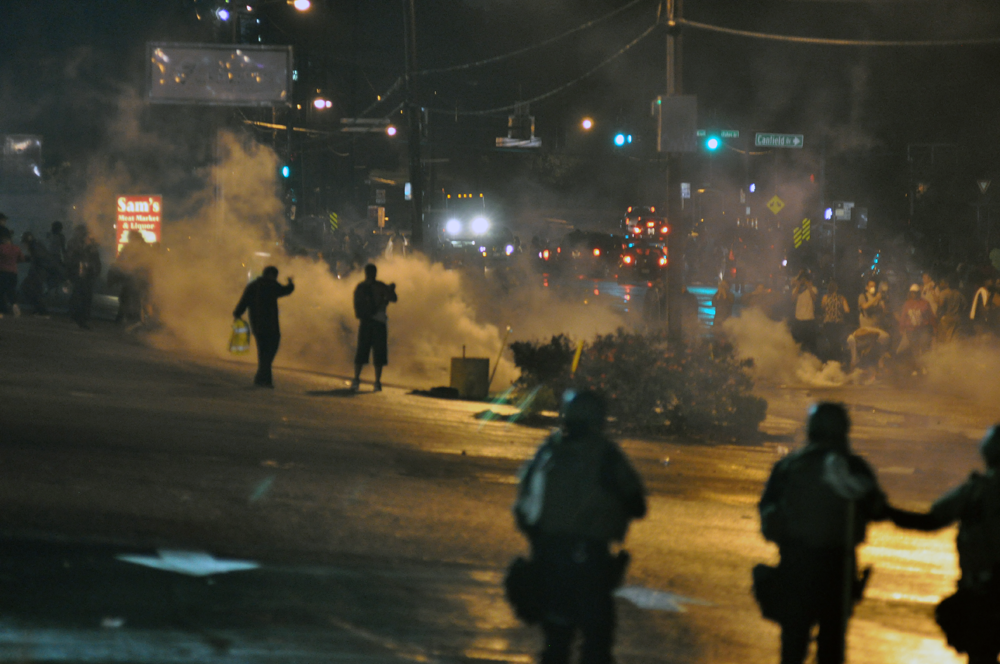
Policiais jogam spray de pimenta em manifestantes de Ferguson

Os tumultos em Ferguson em 2014 são uma série contínua de protestos, saques e desordem civil que tiveram início após o episódio em que um policial branco matou Michael Brown, um negro de dezoito anos de idade, em 9 de agosto de 2014, em Ferguson, Missouri, Estados Unidos.
Conforme os detalhes do evento que matou o jovem Brown iam surgindo a partir dos investigadores, a polícia estabeleceu toque de recolher na cidade e implantou pelotões de choque para manter a ordem no local. Junto com protestos pacíficos, houve saques e manifestações violentas nas imediações do local do homicídio. De acordo com relatos da mídia, houve um certo grau de militarização da polícia ao lidar com protestos civis em Ferguson. As manifestações continuaram em 24 de novembro de 2014, depois que o policial que atirou Michael Brown não foi indiciado por um júri.
O Departamento de Justiça dos Estados Unidos está investigando o Departamento de Polícia de Ferguson por conta de uma possível má conduta ou discriminação racial no caso.

## Homicídio de Michael Brown
Michael Brown, um cidadão negro de 18 anos, foi morto a tiros após ser abordado pelo policial Darren Wilson, um oficial branco de 28 anos de idade, membro de polícia municipal de Ferguson. Brown era um suspeito em roubo fortemente armado cometido minutos antes do tiroteio. Depois de vários meses de deliberações, o júri decidiu não indiciar Wilson por quaisquer acusações criminais em relação ao homicídio.
A resposta da polícia para a filmagem foi muito criticado, assim como o ritmo lento de informações que chegavam aos olhos do público. Muitos dos documentos do júri foram liberados após o resultado em que foi decidido não indiciar o policial Wilson.